# Julius Hensel

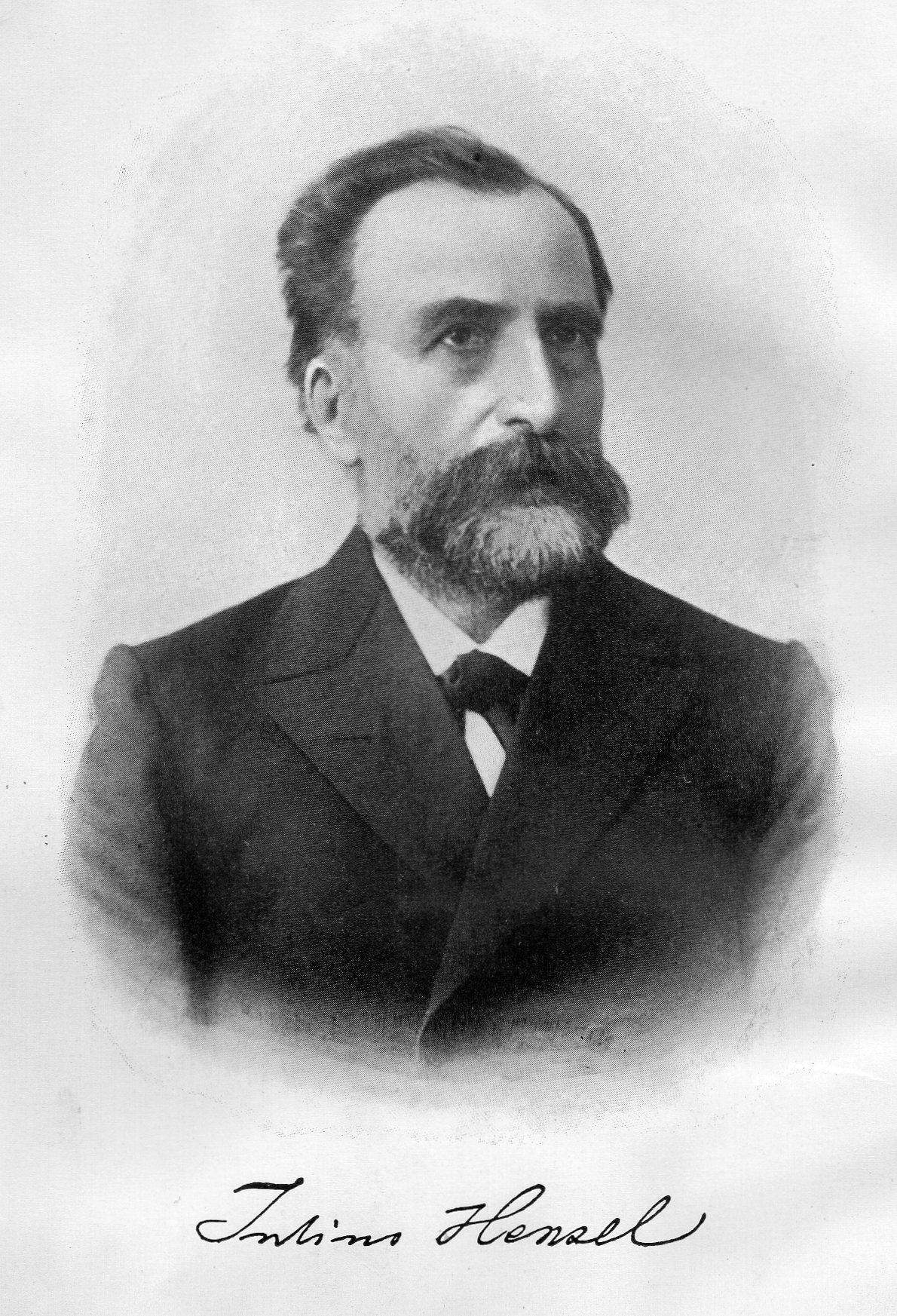
Julius Hensel

Julius Hensel (* 11. Juli 1833 in Küstrin; † 12. Juni 1903 in Hermsdorf unterm Kynast) war ein deutscher Chemiker, Apotheker und Mediziner.

## Leben
Die biografischen Eckdaten zu Julius Hensel sind spärlich überliefert. Nach Abschluss einer Schulausbildung scheint Hensel an der Universität Berlin zunächst Chemie bei Eilhard Mitscherlich und Heinrich Rose und später Pharmakologie und Botanik bei Alexander Braun studiert zu haben. Nach eigenen, vagen Angaben begann er 1859 zusätzlich ein Studium der Medizin in der Schweiz, das er nach Unterbrechungen angeblich 1890 abschloss.
Im Gegensatz zu der von Justus von Liebig entwickelten Agrochemie vertrat Hensel eine mineralische Felddüngung mit Steinmehl. Seine Ernährungslehre baute auf einer sogenannten „Nährsalztherapie“ auf, mit der er sich von der homöopathischen und „biochemischen Heilweise“ Wilhelm Heinrich Schüßlers abgrenzte. Hensels Theorien – er trat auch als Impfgegner auf – waren von Beginn an heftig umstritten. Seine Idee der ausgewogenen Ernährung der Pflanzen mit Mineralien wurde zwar von späteren Anhängern wieder aufgegriffen, konnte wissenschaftlich aber nie bestätigt werden. Nach Elmar Ernst baute Hensel seine Nährsalztherapie auf seiner „auch für damalige Zeiten wirr anmutenden Betrachtung der physiologischen Vorgänge im menschlichen Körper (auf)“.
Hensel gründete 1869 die Nährsalzfabrik Henselwerke in Stuttgart-Cannstatt zur Herstellung und zum Verkauf von Nähr-, Düngesalzen und tonischer Limonade, die in mehreren deutschen Städten Depots einrichtete. Die spätere Firmenleitung warb mit dem Slogan „älteste Nährsalzfabrik“. Hensel trat kurz vor seinem Tod die Originalrezepte seiner Nährsalze für Menschen und Tiere sowie die Verlagsrechte seiner Schriften an den Nachfolger der Henselwerke, den Apotheker Eugen Hänsler ab. Die Fabrik bestand über Jahrzehnte weiter und produzierte u. a. Sojaprodukte und Hautcremes.

## Spuren einer Rezeption
Als J. W. Teichel veröffentlichte der Fabrikant Fritz Teichel (Physiologische Nährmittel Großsteinberg) von etwa 1900 an bis Ende der 1920er-Jahre mehrere Schriften sowohl von, als auch im Sinne der Henselschen Ernährungstheorien. Der Anhänger von Hensels biochemischer Ernährungslehre, der praktische Arzt und Homöopath Gustav Ernst Hugo Hartung (1868–1928), wie Hensel in Hermsdorf unterm Kynast lebend, schrieb 1897 das Vorwort zur deutschen Übersetzung von Alice Bunker Stockhams Karezza. Ethies of Marriage unter dem Titel Die Reform-Ehe. Ein Mittel zur Erhöhung der Daseinsfreude und zur Veredelung des Menschengeschlechts. Er erwähnte darin auch Hensel.
Der Dichter und Schriftsteller Heinrich Schäff-Zerweck berichtete, dass er auf einer Stuttgarter Freidenkerversammlung um 1884 erstmals einen Vortrag Hensels gehört hatte, der damals in Stuttgart lebte.
Durch den engen Kontakt zu den Verlegern homöopathischer Literatur in Philadelphia, Francis Edmund Boericke und Adolph Julius Tafel (Boericke & Tafel), waren Hensels Schriften auch in den homöopathischen und lebensreformerischen Kreisen Nordamerikas verbreitet.

## Schriften
Hensels Schriften erschienen in mehreren Auflagen, zu seinen Lebzeiten teilweise von ihm selbst verändert, bei unterschiedlichen Verlegern, unter teils unterschiedlichen Titeln und als Nachdrucke bis in die Gegenwart hinein.
- (Hrsg.): Die Retorte. Zeitung für practische Pharmacie. Conrad, Berlin 1867 (bis 1869 von dem Apotheker Julius Krüger fortgesetzt unter den Namen Pharmazeutische Presse und Berliner Apothekerzeitung)
- Ueber causalmechanische Entstehung von Organismen. Verlag von Julius Hensel, Stuttgart 1881 (unter dem Pseudonym „Pilgermann“).
- Neue Makrobiotik, oder: Die Kunst Seuchen zu verhüten und zu heilen, nebst einer Heilmittel-Liste; für Mediciner und Behörden. Verlag von Julius Hensel, Stuttgart 1881
- Das Leben: seine Grundlagen und die Mittel zu seiner Erhaltung. Huseby & Co., Christiana (Oslo), 1885
- Mineralische Düngung, der natürliche Weg zur Lösung der sozialen Frage. Selbstverlag, Hermsdorf o. J.
- Makrobiotik, oder: Unsere Krankheiten und unsere Heilmittel. Ergänzung zu: Das Leben, seine Grundlagen und die Mittel zu seiner Erhaltung; für praktische Ärzte und gebildete Leute. Boericke und Tafel, Philadelphia / Leipzig, 1892 (erneut verlegt von Otto Borggold, Leipzig 1904)
- Bread from Stones. A New and Rational System of Land Fertilization and Physical Regeneration. Translated from the German. A. J. Tafel, Philadelphia, 1894 (spätestens seit 1927 zahlreiche Übersetzungen ins Deutsche)
- Vereinfachte Heilkunst auf physiologische Chemie begründet: I. Rheumatismus und Tuberkulose. II. Wie entstehen Bacillen? Otto Borggold, Leipzig 1899
- Die lebenswichtige Bedeutung der Mineralstoffe des Blutes und der gesamten Lebenssubstanz. Otto Borggold, Leipzig 1902
- Das Wichtigste von der ganzen Heilkunst oder: Was braucht der Mensch zum Leben und Gesundbleiben? Otto Borggold, Leipzig 1903